# گوباخا
شهر گوباخا (به روسی: Губаха) در کشور روسیه و در کرای پرم واقع شده‌است.